# Z-DOS
Z-DOS — OEM-версия операционной системы MS-DOS от компании Microsoft, специально адаптированная для работы на аппаратном обеспечении персонального компьютера Zenith Z-100.

## Обзор
Z-100 использовал микропроцессор семейства 8086 (Intel 8088), но в остальном имел совершенно другую внутреннюю архитектуру, чем IBM PC. В то время MS-DOS не была привязана к какой-либо конкретной аппаратной платформе, но могла быть настроена для работы на любой системе, если она использовала совместимый с 8086 микропроцессор, подобно популярным системам CP/M того времени, которые обычно использовали совместимый с 8080 микропроцессор (8080, 8085 и Z80 среди прочих). Для достижения этого MS-DOS, как и CP/M, полагалась на платформозависимый (DOS-) BIOS, который должен был быть написан для целевой машины, чтобы на ней мог работать аппаратно-независимый ядро DOS. Помимо OEM-версии MS-DOS от IBM, выпущенной как PC DOS, существовало десятки других OEM-версий MS-DOS, адаптированных под конкретное несовместимое с IBM оборудование OEM — среди них Z-DOS от Zenith. Только позже, когда почти 100 % совместимые с IBM клонированные стали нормой, MS-DOS стала универсальной версией, которая могла работать на большинстве из них. Эта универсальная версия MS-DOS, однако, не могла работать на старых несовместимых с IBM машинах, таких как Z-100.
Не следует путать Z-DOS с Z — видеоигрой в жанре стратегии в реальном времени от The Bitmap Brothers, которая также выпускалась для DOS.